# Camptomyia lutescens
Camptomyia lutescens är en tvåvingeart som först beskrevs av Jean-Jacques Kieffer 1888.  Camptomyia lutescens ingår i släktet Camptomyia och familjen gallmyggor.
Artens utbredningsområde är Frankrike. Inga underarter finns listade i Catalogue of Life.